# Ewa Rzadkowska
Ewa Rzadkowska (ur. 24 maja 1913 w Niechcicach koło Piotrkowa Trybunalskiego  – zm. 14 kwietnia 2009 w Warszawie) – historyk literatury francuskiej i tłumacz.
Zajmowała się okresem oświecenia, jest autorką przekładów i opracowań krytycznych głównych utworów Jana Jakuba Rousseau.

## Życiorys
Okres I wojny światowej (1914–1918) spędziła z matką i bratem Stanisławem (miała troje rodzeństwa) u dziadków Baców w Cukrowni Szreniawa. Tu bardzo wcześnie, z braku zabawek, zainteresowała się czytaniem. Zaczęła tworzyć pierwsze, dziecięce wierszyki. Był to okres wspaniałego czytelnictwa, kiedy zacierano ślady rozbiorów i dzieci współzawodniczyły z dorosłymi mając doskonałe polskie periodyki, np. Tygodnik Ilustrowany. Czytano go namiętnie, wyrywano sobie z rąk. Miała też niepowtarzalną możliwość dłuższego obcowania z przyrodą. Ten okres edukacji domowej z powodzeniem zastąpił jej edukację szkoły powszechnej. W latach 1920–1931 ukończyła świetne, 8-klasowe gimnazjum żeńskie Sacré-Cœur. Z tego okresu wywodzi się jej zainteresowanie językami starożytnymi i językiem francuskim. Tam również wpojono jej ogromny szacunek dla wiedzy.
Jej ojciec Zygmunt, syn lekarza, aresztowany i wywieziony do Saratowa w Rosji wrócił po 5 latach już do wolnej Polski i objął posadę Sekretarza Sejmiku Powiatowego w Olkuszu. Dwa lata, które spędziła na filologii starożytnej Katolickiego Uniwersytetu Lubelskiego, zapamiętała, jak sama wspomina jako „chłodne i głodne, ale nie pozbawione uroku”. Później zamieszkała u krewnych w polskim wówczas Lwowie. Tu zamieniła klasykę na romanistykę, z którą zetknęła się również na KUL-u. Na Lwowskim Uniwersytecie im. Jana Kazimierza zetknęła się ze znakomitymi profesorami Zygmuntem Czernym oraz znanym w całej Europie lingwistą Jerzym Kuryłowiczem.
Po magisterium, dzięki stypendium Ambasady Francuskiej, wyjechała do Francji w celu przygotowania pracy doktorskiej. Po wybuchu II wojny światowej powróciła do kraju przez południową Europę. W wyniku wybuchu wojny musiano przenieść lwowskie polskie uczelnie do znajdującego się pod zarządem niemieckim Wrocławia. Tu, już jako adiunkt, poświęciła 7 lat na ponowne napisanie doktoratu, którego pierwotna wersja zaginęła w trakcie zawieruchy wojennej, jednocześnie prowadząc zajęcia dydaktyczne. Jak wspomina ten okres: „Ratowała mnie komparatystyka i odłogiem leżące na półkach, niezbadane jeszcze relacje polsko-francuskie, głównie z wieku Oświecenia”. Gdy Uniwersytetowi Wrocławskiemu zakazano zajmować się tak zwanymi „naukami burżuazyjnymi” (anglistyka, romanistyka), nowym miejscem jej pracy stała się romanistyka na Uniwersytecie Warszawskim.
W latach 1956–1981 Członek Komitetu Neofilologii PAN. Od 1970 roku profesor Uniwersytetu Warszawskiego. W 1974 prowadziła wykłady na Uniwersytecie Paris IV - Sorbonne. Tego samego roku została Członkiem Francuskiego Towarzystwa ds. Badań nad XVIII wiekiem. W 1976, z inicjatywy ówczesnego President Paris IV - Sorbonne została Przewodniczącą specjalnej grupy badań naukowych nad książką francuską w Polsce w XVIII wieku. W 1978 zorganizowała międzynarodowe kolokwium w Nieborowie na 200-lecie śmierci Voltaire’a i Rousseau. W latach 1975–1983 Członek Komitetu Wykonawczego Międzynarodowego „Société internationale d'étude du dix-huitième siècle” (SIEDS). W 1982 Członek Towarzystwa Naukowego Warszawskiego (TNW). Od 1996 Członek Polskiego Towarzystwa Badań nad Wiekiem Osiemnastym. Od 1997 Członek Honorowy tegoż Towarzystwa.